# Sergio Flamigni
Sergio Flamigni, né le 22 octobre 1925 à Forlì en Émilie-Romagne, est un homme politique italien, qui a été parlementaire du Parti communiste de 1968 à 1987.
Membre de la commission d'enquête parlementaire sur l'assassinat d'Aldo Moro, il a écrit plusieurs livres à ce sujet

## Biographie
Élu au Comité central du Parti communiste, Sergio Flamigni devient en 1960 secrétaire régional de son parti pour l'Émilie-Romagne.

## Œuvres
- Le idi di marzo. Il delitto Moro secondo Mino Pecorelli, édition Kaos, 2006,  (ISBN 887953159X)
- Dossier Pecorelli, édition Kaos, 2005,  (ISBN 8879531506)
- Trame atlantiche. Storia della loggia massonica segreta P2, éditions Kaos, 2005,  (ISBN 8879531484)
- La sfinge delle Brigate Rosse. Delitti, segreti e bugie del capo terrorista Mario Moretti, éditions Kaos, 2004,  (ISBN 887953131X)
- La tela del ragno. Il delitto Moro, éditions Kaos, 2003,  (ISBN 8879531204)
- I fantasmi del passato, édition Kaos, 2001,  (ISBN 8879530968)
- Escursioni. Appennino forlivese e cesenate. Percorsi naturalistici e storici (avec Marcani Giancarlo et Milandri Massimo), éditions Cierre, 2000,  (ISBN 8883140559)
- Il covo di Stato. Via Gradoli 96 e il delitto Moro, éditions Kaos, 1999,  (ISBN 8879530852)
- Il mio sangue ricadrà su di loro. Gli scritti di Moro prigioniero delle BR, éditions Kaos, 1997,  (ISBN 8879530585)
- Trame atlantiche: Storia della loggia massonica segreta P2, édition Kaos, 1996,  (ISBN 8879530496)
- La tela del ragno: Il delitto Moro, édition Kaos, 1993,  (ISBN 8879530275)
- Convergenze parallele. Le Brigate Rosse, i servizi segreti e il delitto Moro, éditions Kaos,  (ISBN 8879530747)